# Onze-Lieve-Vrouw-van-Troostkerk (Heverlee)

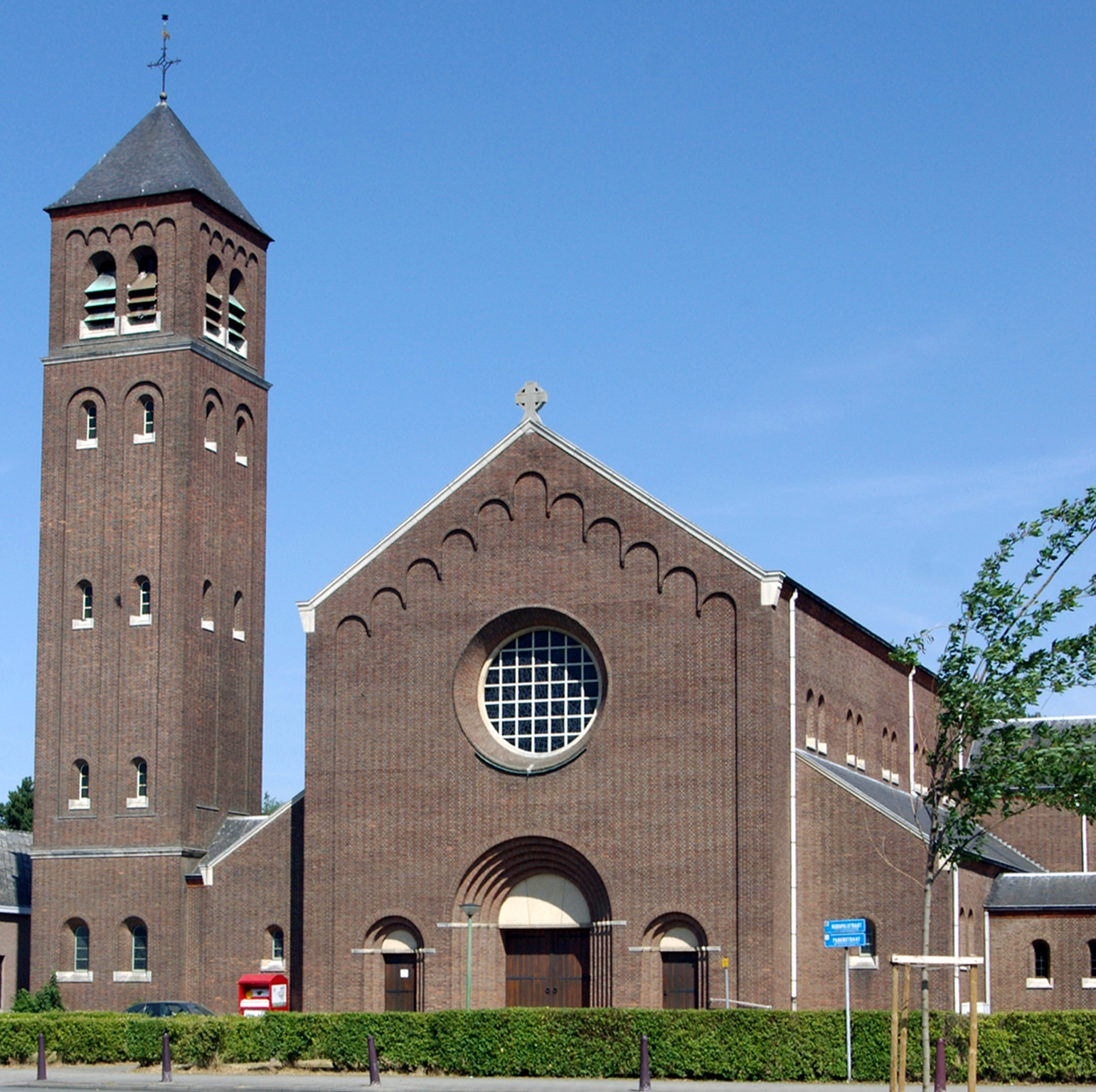
Westgevel Onze-Lieve-Vrouw van Troost te Heverlee.

De Onze-Lieve-Vrouw-van-Troostkerk in de Vlaams-Brabantse deelgemeente Heverlee bij Leuven is de parochiekerk van de parochiale gemeenschap Onze-Lieve-Vrouw van Troost en ook de kloosterkerk van het aanpalende augustijnenklooster Sint-Thomas van Villanova. Deze kerk is opgetrokken in neoromaanse bouwstijl. De bouw begon in 1952 en in 1955 werd de kerk in gebruik genomen. 
Het klooster sluit via een eenlaagse gang aan op de kerk. Zowel de kerk als het klooster werden gerealiseerd naar het ontwerp van architect Karel Van Cauwenberghe uit Eeklo. Alfons Van Cauwenberghe, eveneens uit Eeklo, was de aannemer. In 2006 erkende de provincie Vlaams-Brabant onze kerk als een niet-beschermd waardevol gebouw. Als motivatie werd onder andere aangehaald dat kerk en klooster één geheel vormen en zeer authentiek bewaard zijn gebleven en dat de imposante toren zeer beeldbepalend is in de omgeving.

## De augustijnen kloostergemeenschap te Leuven

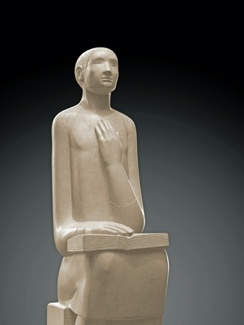
Beeltenis Sint Augustinus in de inkomhal van het aansluitende augustijnenklooster.

Het verblijf van de augustijnen kloostergemeenschap te Leuven gaat terug tot de eerste helft van de 13e eeuw. Een oorkonde uit 1368 bevestigt de vestiging in de buurt van de Leuvense Vismarkt. In 1425 werd de universiteit opgericht in de refter van het augustijnse klooster. In 1680 werd een ruim nieuw klooster gebouwd in de Vaartstraat. In 1796 -Franse revolutie- werd het Leuvense klooster verplicht opgeheven en grotendeels gesloopt. Na de wederoprichting in 1946 verbleven de paters in een groot woonhuis in de Parkbosstraat, een zijstraat van de Hertogstraat te Heverlee. Dit huis werd echter te klein en een nieuw klooster werd gebouwd ter hoogte van de overgang van de Kerspelstraat naar de Pakenstraat. Hiervoor werden vanaf 1952 door de paters augustijnen verschillende loten grond opgekocht op het voormalige goed van Armand Thiéry. Het klooster werd tevens bestemd als opleidingshuis en studiehuis van de Belgische augustijnen. Het klooster evolueerde verder tot een studiehuis voor buitenlandse augustijnen die studeren aan de Faculteit Theologie en Religiewetenschappen van de KU Leuven en het seminarie Johannes XXIII. Bij het klooster hoort ook een bibliotheek die gespecialiseerd is in Augustinus en in de geschiedenis van de Orde der augustijnen.

## Kenmerken van het kerkgebouw[2]

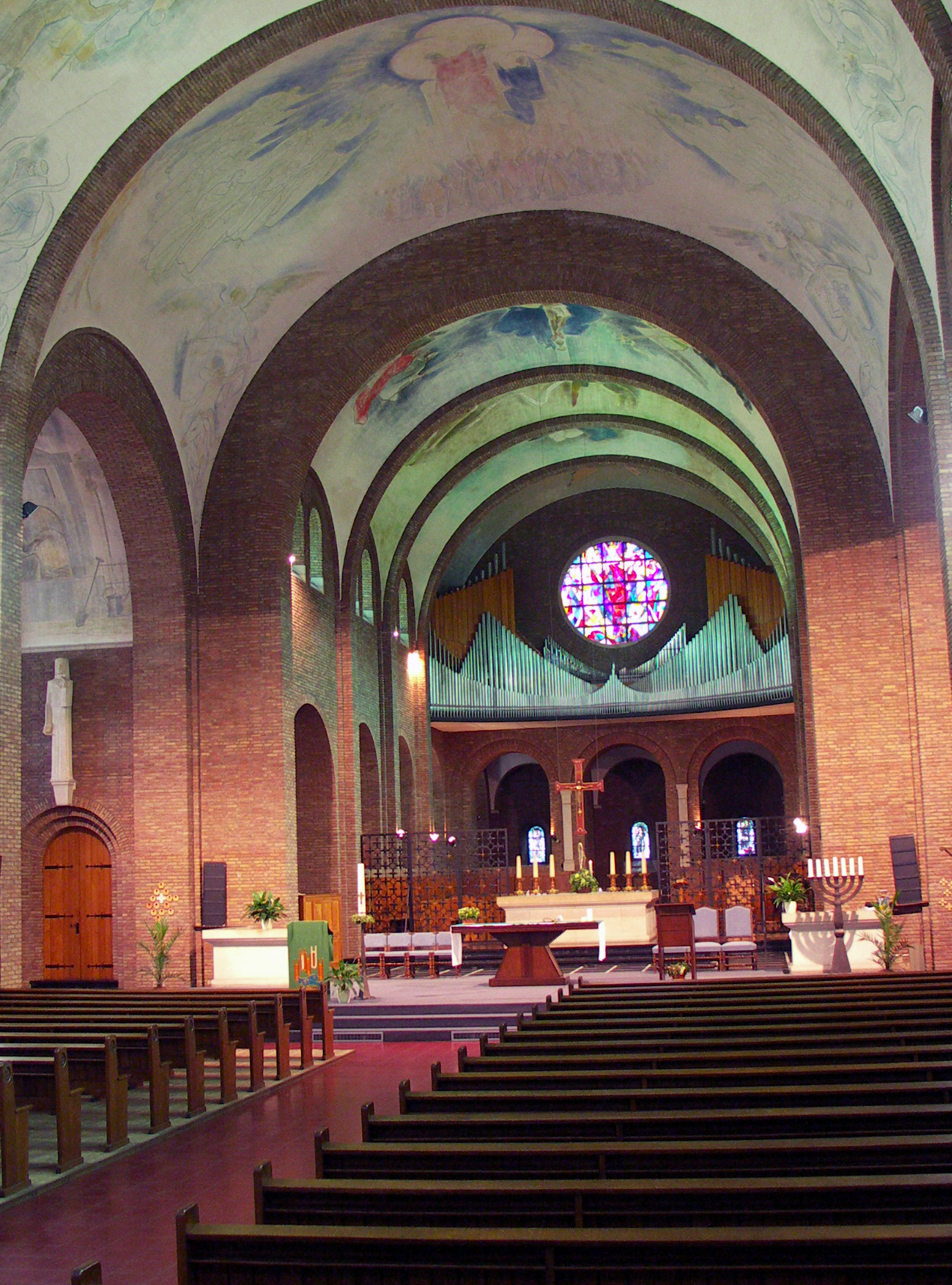
Zicht op de middenbeuk.

Deze kerk benoemt men als georiënteerde - het koor is naar het oosten gericht – longitudinale kruiskerk met basilikale opstand in neoromaanse stijl. Het schip is 22,5 m hoog en heeft twee lage zijbeuken, twee korte dwarsbeuken en een groot priesterkoor met kooromgang. De kerk is 60 m lang, de vrijstaande toren ernaast is 40 m hoog. 
Bij binnenkomst is achteraan links de kapel die toegewijd is aan de heilige Rita van Cascia. Deze heilige wordt ook vereerd in de Belgische augustijnenconventen van Gent en Bouge. In onze kerk is het een bijzondere plek waar vertrouwen en troost gezocht wordt.  

## Opvallende elementen[3]
De beschilderingen op de gewelven met onder meer Bijbelse taferelen werden in de bouwfase aangebracht door pater augustijn Leo Coppens. Ook de kruisweg werd in 1954-1955 door hem geschilderd. Het geheel van de gewelfbeschildering  is één beweging vanuit de vier zijden van de kerk naar het centrale gewelf: het hemelse Jeruzalem met de kroning van Maria. Het schip van de kerk beeldt, vanaf de ingang, het Gebed des Heren uit. Boven het priesterkoor wordt het leven van Maria weergegeven. De linker dwarsbeuk vormt de Onze-Lieve-Vrouwkapel. De rechter dwarsbeuk vormt de Sacramentskapel, waar het  grote gewelf verwijst naar de parabel van de Goede Herder en naar het Laatste Avondmaal.
Het orgel werd in 1958 gebouwd door Henry Laureys uit Ledeberg bij Gent. Artistiek adviseur was Jef Tinel, die toen als organist verbonden was aan de kloosterkerk van de paters augustijnen in Gent. Het orgel heeft 2.634 pijpen en was innovatief in de elektronische aansturing van de luchtkleppen. Voor kenners: het orgel bevat drie manualen met elk dertig registers en daarbij nog achtendertig registers op de pedalen. In 1993 werd het grondig gerestaureerd. 
De glas-in-loodramen in onze kerk werden vervaardigd tussen de jaren 1957 en 1968 naar de ontwerpen van Frans Theodoor (Frans) Cox (1917 -1997), een veelzijdig kunstenaar uit Maasniel bij Roermond in Nederland.
De glasramen zijn van hoge artistieke kwaliteit. Zij stellen, naast de vier evangelisten en diverse heiligen, grotendeels heiligen en zaligen van de Orde der augustijnen voor. 
Het eerst geplaatste (1957) glasraam van de kerk is het roosvenster boven de inkompoort. Het beeldt Augustinus uit die zijn Regel geeft aan de vier ordestichter. Het roosvenster vooraan de kerk, achter de orgelpijpen, beeldt Onze-Lieve-Vrouw van Troost uit met het Kind op de arm. Het glas-in-loodraam in de Sacramentskapel (rechter dwarsbeuk) werd pas in 2005 als laatste aangebracht. Het werd uitgevoerd naar het nagelaten ontwerp van Frans Cox die in 1997 was overleden. De thema’s van de Goede Herder en het Laatste Avondmaal werden door Frans Cox op een fijnzinnige manier in elkaar geschoven, de scène van het Laatste Avondmaal staat centraal.  Hij liet zich inspireren door de romaanse kunst. De grote ogen en de gestileerde gelaatsuitdrukking zijn opvallend romaans. Frans Cox heeft die kenmerken op een creatieve manier gebruikt en verwerkt in een eigen stijl. De glas-in-loodramen passen daarom uitermate bij de neoromaanse stijl van de kerk. 

Sint Augustinus glasraam boven de toegangspoort.
De Goede Herder glasraam in de Sacramentskapel.
Onze-Lieve-Vrouw van Troost glasraam.